# Fabio Viale
Fabio Viale (Cuneo, 19 septembre 1975) est un sculpteur italien.

## Biographie
Après ses études au lycée artistique et à l'Accademia Albertina de Turin, en Italie, Fabio Viale a commencé à travailler comme sculpteur.
En 2002, Fabio Viale présente Ahgalla, un bateau en marbre capable de flotter et de transporter des personnes à l'aide d'un moteur hors-bord. Il a été lancé à Carrare, Turin, Rome, Milan, Venise, Trieste, Saint-Pétersbourg et Moscou    ,. En 2009, Fabio Viale a réalisé une exposition personnelle au Loft Project Etagi de Saint-Pétersbourg (Russie) qui a attiré plus de 30 000 visiteurs. Là, il a lancé Ahgalla 2, une version améliorée de l'Ahgalla, sur la rivière Neva,,
En 2010, Fabio Viale a sculpté « Cavour », un monument dédié à Camillo Benso au Palais du Quirinale (Rome, Italie),. En 2011, Fabio a exposé ses sculptures lors d'une exposition au Musée d'art contemporain Garage à Moscou, en Russie,, L'année suivante, le « Museo del Novecento » de Milan (Italie) expose ses œuvres les plus représentatives et acquiert une sculpture pour sa collection permanente. En 2012, la Fondation Henreaux de Querceta, en Italie, lui a décerné un prix
En 2013, Fabio Viale a organisé une exposition personnelle à la galerie Sperone Westwater à New York. En 2014, il a remporté le 15e Prix du Caire, en Italie. En 2017, Viale a reçu le 52e prix international Le Muse au Salone del Cinquecento au Palazzo Vecchio à Florence, en Italie. En janvier 2018, il a présenté l'exposition Lucky Ehi - une version de « La Pietà » de Michel-Ange, mais sans le Christ à Milan (Italie) à la « Poggiali Gallery »,,,. Après quelques mois, il a été déplacé à travers la mer de Lampedusa (Italie). En juillet de la même année, il inaugure une exposition personnelle à la Glyptothèque de Munich (Allemagne) où il expose 11 sculptures, la plupart de grandes dimensions. Entre-temps, son monumental Laocoonte (en marbre blanc tatoué) a été exposé pour la première fois sur la Königsplatz de Munich. En 2019, il a participé à la 58e édition de la Biennale de Venise, en Italie